# Šmarjeta, Hodiše
Šmarjeta (nemško St. Margarethen) je naselje v Občini Hodiše v Okraju Celovec-dežela na Koroškem v Avstriji.